# David Kross
David Kross (David Kroß), född 4 juli 1990, är en tysk skådespelare.
David Kross första film var Hilfe, ich bin ein Junge också känd som Help, I'm a Boy! 2002. Han hade huvudrollen i filmen Knallhart (2006) och Krabat (2008).
I filmen The Reader har han en av huvudrollerna, där han spelar Michael Berg, en 15-årig pojke som blir förälskad i en 36-årig kvinna.

## Filmografi (skådespelare)
- 2002 – Hilfe, ich bin ein Junge
- 2006 – Knallhart
- 2008 – Krabat
- 2008 – The Reader
- 2012 – Into the White